# Prins Olav Kyst

Lägeskarta över Norska Antarktis. Kronprins Olav Kyst i den högra delen.

Prins Olav Kyst, även Kronprins Olav Kyst är ett landområde inom Dronning Maud Land i östra Antarktis.

## Geografi
Prins Olav Kyst ligger i Östantarktis mellan Prins Harald Kyst och Enderby Land som det östligaste del av Dronning Maud Land. Området ligger direkt vid Kong Haakon VII:s hav och sträcker sig mellan cirka 40° 00' Ö till 44° 38' Ö från Lützow-Holmbukta till Shinnan glaciären.
Området är kuperad med bl.a. bergskedjan Carstensfjella, i området finns även flera glaciärer, däribland Akebonoglaciären. Cape Hinode (japanska: Hinode-misaki) är kustens nordligaste punkt.

## Historia
Prins Olav Kyst  utforskades från luften av den Tredje Norvegia-expeditionen åren 1929–1930 under ledning av Hjalmar Riiser-Larsen och namngavs då efter norske kronprinsen sedermera kung Olav V av Norge.
Åren 1957–1962 utforskades området kring Cape Hinode även av den Japanska Antarktisexpeditionen (JARE) som namngav en rad platser med japanska namn. Bland dessa finns Hinode-misaki (Cape Hinode, Soluppgångsudden), Hinode-yama (Hinode Peak, Soluppgångsklippan), Maigo-yama (Maigo Peak, Vilsa barnet) och Meoto-iwa (Meoto Rocks, Man och hustruklipporna).